# Cabril (Castro Daire)
Cabril is een plaats (freguesia) in de Portugese gemeente Castro Daire en telt 591 inwoners (2001).